# 韋斯特克納滕冰原島峰
69°48′S 75°3′E / 69.800°S 75.050°E
韋斯特克納滕冰原島峰是南極洲的冰原島峰，位於極地研究冰川中游，處於卡洛琳米科爾森山東南面24公里，該島峰根據挪威探險隊的空中照片被繪入地圖，以澳大利亞的地質學家命名。